# Çorum (province)
Pour les articles homonymes, voir Corum.
La province de Çorum est une des 81 provinces (en turc : il, au singulier, et iller au pluriel) de la Turquie.
Sa préfecture (en turc : valiliği) se trouve dans la ville éponyme de Çorum.

## Géographie
Sa superficie est de 12 883 km2.

## Population
Au recensement de 2000, la province était peuplée d’environ 597 655 habitants, soit une densité de population d’environ 46,53 hab/km2.
| 2000    | 2001    | 2002    | 2003    | 2004    | 2005    | 2006    | 2007    | 2008    |
| ------- | ------- | ------- | ------- | ------- | ------- | ------- | ------- | ------- |
| 567 609 | 566 094 | 563 698 | 560 968 | 558 300 | 555 649 | 552 911 | 549 828 | 545 444 |

| 2009    | 2010    | 2011    | 2012    | 2013    | 2014    | 2015    | 2016    | 2017    |
| ------- | ------- | ------- | ------- | ------- | ------- | ------- | ------- | ------- |
| 540 704 | 535 405 | 534 578 | 529 975 | 532 080 | 527 220 | 525 180 | 527 863 | 528 422 |

| 2018    | 2019    | 2020    | 2021    | 2022    | 2023    | - | - | - |
| ------- | ------- | ------- | ------- | ------- | ------- | - | - | - |
| 536 483 | 530 864 | 530 126 | 526 282 | 524 130 | 528 351 | - | - | - |

## Administration
La province est administrée par un préfet (en turc : vali)

## Subdivisions
La province est divisée en 14 districts (en turc : ilçe, au singulier).